# Davith Saharouni
Davith Saharouni ou Davit’ Saharouni (en arménien Դաւիթ Սահարունի) est un gouverneur byzantin d’Arménie de 635 à 638.

## Biographie
De 614 à 629, l'empereur byzantin Héraclius Ier combat l'Empire sassanide et plusieurs campagnes menées en Arménie lui permettent de prendre le contrôle de cette région, puis d'en obtenir la cession d'une partie du roi Kavadh II. Peu avant, en 628 à Gandzak où il hivernait, il avait élevé un de ses partisans arméniens, Mejēj Gnouni, à la dignité de strategos,.
En 628, Kavadh II nomme Varaz-Tiroç II Bagratouni marzban de la partie d'Arménie restée perse, tandis qu'Héraclius nomme en 630 Mejēj Gnouni gouverneur de la partie byzantine de l'Arménie. Ce dernier se rend rapidement impopulaire par sa politique cherchant à rallier l'Église arménienne à l'orthodoxie grecque et aux formules chalcédoniennes.
Mejēj Gnouni calomnie Varaz-Tiroç auprès du perse Rôstahm, commandant de l'Azerbaidjan, allant même jusqu'à demander son rappel, faute de quoi la guerre reprendrait entre Byzance et la Perse. Il envoie également son frère Garikhpet se saisir de Varaz-Tiroç, mais ce dernier s'enfuit et se réfugie à Byzance, où Héraclius reconnait la calomnie dont il a été victime et l'élève à la dignité de patrice. Cependant compromis dans un complot contre l'empereur, Varaz-Tiroç est exilé dans une île lointaine en 635. Davit' Saharouni, compromis dans le même complot, est arrêté par Mejēj Gnouni et envoyé à Constantinople, mais il brise ses fers, revient en Arménie et rallie les contingents arméniens de l'armée, surprend Mejēj Gnouni et le tue, ainsi que Varaz-Gnel. Davith obtient le soutien des féodaux et des fonctionnaires arméniens qui intercèdent en sa faveur auprès d'Héraclius, qui reconnait le fait accompli, lui pardonne sa participation au complot et le nomme curopalate d'Arménie. Il exerce cette fonction pendant trois ans, lesquels il fait construire une église à Mrèn. Cependant l'insubordination des naxarark augmente au cours du temps. Ces derniers se révoltent en 638 et chassent Davith Saharouni.

### Sources primaires
« À ce complot avait pris part aussi David Saharuni ; Mzêz l’arrêta et l’envoya au palais. En route, il brisa ses fers et tua les hommes qui l’accompagnaient ; il revint et s’attacha les troupes arméniennes. Il attaque Mzêz Gnuni, général de la province grecque, frappe à mort, lui et Varaz Gnel Gnuni ; puis il revêt la dignité de général avec l’assentiment et la bonne volonté de tous les soldats.
Le roi, sur la demande des ichxans, le nomme ichxan lui-même sur tous ces pays-là, lui décerne l’honneur du curopalatat et l’attache à son service. Il conserva le pouvoir pendant trois ans avec grande magnificence. Ensuite, les soldats lui enlevèrent son pouvoir et le chassèrent; les nobles, par leur désunion, perdirent le pays d’Arménie. »

— Sébéos, Histoire d'Héraclius, chapitre 29.

### Sources secondaires
- René Grousset, Histoire de l’Arménie des origines à 1071 [détail des éditions], p. 273-276 et 281-286.
- Cyrille Toumanoff, Les dynasties de la Caucasie chrétienne de l'Antiquité jusqu'au XIXe siècle : Tables généalogiques et chronologiques, Rome, 1990, p. 507.
- Christian Settipani, Continuité des élites à Byzance durant les siècles obscurs. Les princes caucasiens et l'Empire du VIe au IXe siècle, Paris, de Boccard, 2006, 634 p. [détail des éditions] (ISBN 978-2-7018-0226-8).